# 148-й батальйон шуцманшафту
Поліцейський батальйон № 148 (SchutzmannschaftsBtl 148) — поліцейський батальйон, сформований з кримських татар у липні 1942 року в Карасубазарі (зараз Білогірськ), розформований 8 липня 1944 року.
148-й батальйон використовувався для обшуку кримських лісів і пошуку радянських партизанів, а також для кримінальних дій проти жителів Криму, родичі чи близькі яких брали участь у партизанських діях.
148-й (фронтовий) батальйон здійснював оперативну або захисну діяльність як в цілому, так і окремими підрозділами (ротами і взводами): штаб батальйону знаходився в Карасубазарі, а його частини несли службу в районах Аргин-Баксан-Барабанівка, Сартана-Куртлук і Камишли-Бешуй.